# Urresti
Urresti es una entidad de población española del municipio de Gatica, perteneciente a la provincia de Vizcaya, en la comunidad autónoma del País Vasco.

## Historia
Hacia mediados del siglo XIX, el lugar, ya por entonces perteneciente a Gatica, tenía contabilizada una población de 87 habitantes. Aparece descrito en el decimoquinto volumen del Diccionario geográfico-estadístico-histórico de España y sus posesiones de Ultramar de Pascual Madoz con las siguientes palabras:

URRESTI: barrio en la prov. de Vizcaya, part. jud. de Bilbao, térm. de Gatica; 8 casas, 16 vec., 87 almas.
(Madoz, 1849, p. 233)

En 2022, tenía empadronados 39 habitantes.